# Kashmar
Kashmar (persiska: كاشمر) är en stad i provinsen Razavikhorasan i nordöstra Iran. Folkmängden uppgår till cirka 100 000 invånare. Staden är känd för sin heliga cypress som höggs ned på 800-talet och som är känd som Cypressen i Kashmar.